# ثراعة
الثَّرَاعَة (بالإنجليزية: Xenology, Exology) علم موضوعي يبحث في المشاكل التاريخية والاجتماعية والأخلاقية الناتجة من إسكان غرباء في وطن معين. ويعني أيضاً الدراسة العلمية للحياة خارج كوكب الأرض.